# Tokuhime (Oda)
Tokuhime Oda (徳姫), también conocida como Gotokuhime (五徳姫) o Lady Toku (11 de noviembre de 1559 - 16 de febrero de 1636). Nació como hija de Oda Nobunaga y Kitsuno. 
Más tarde se casó con  Matsudaira Nobuyasu, el primer hijo de Tokugawa Ieyasu.

## Vida
Tokuhime se casó con el hijo de Tokugawa Ieyasu, Nobuyasu, en 1563, cuando ambos tenían cinco años. Su matrimonio fue motivado políticamente y fue usado para sellar una alianza entre Tokugawa Ieyasu y Oda Nobunaga.
Con el paso de los años, Nobuyasu y Tokuhime se encariñaron bastante, aunque la suegra de Tokuhime, Lady Tsukiyama, le hizo la vida bastante difícil e interfirió en los asuntos entre ella y su marido. Lady Tsukiyama era conocida como una mujer celosa y contraria, e incluso su esposo Ieyasu encontró difícil compartir la misma residencia que ella. 
Tokuhime decidió vengarse de Lady Tsukiyama. Se cansó de la interferencia de su suegra y escribió una carta a su padre, Oda Nobunaga, transmitiéndole su sospecha de que Lady Tsukiyama había mantenido correspondencia con Takeda Katsuyori, uno de los peores enemigos de Nobunaga. Nobunaga transmitió esta sospecha de traición a su aliado Ieyasu, quien rápidamente hizo encarcelar a su esposa. Como Ieyasu necesitaba mantener su alianza con Nobunaga, las acusaciones se tomaron bastante en serio, y como Lady Tsukiyama y su hijo eran bastante cercanos, Ieyasu hizo que Nobuyasu fuera puesto bajo custodia. Nunca se presentaron pruebas sólidas de traición, pero para apaciguar a su aliado, Ieyasu hizo ejecutar a su esposa en 1579. Ieyasu no creía que su hijo lo traicionaría, pero para evitar que buscara venganza por la muerte de su madre, ordenó a Nobuyasu que se suicidara. 
Aunque Tokuhime sólo quería tomar represalias anónimas contra Lady Tsukiyama, la situación se agravó, y a finales de 1579, su marido y su suegra habían muerto.